# L'Écho des Guitounes
L’Écho des Guitounes est un périodique français, journal de tranchées, créé en  1915 par Marcel Lemercier de Maisoncelle. 
Huit fascicules sont parus en 1917 et 1918.